# Трьохперкові
Трьохперкові (Tripterygiidae) — родина риб ряду Собачкоподібних (Blenniiformes). Назва походить від специфіки їх морфології, їх спинний плавець поділений на три частини, звідти Tripterygiidae (від грец. tripteros — «три крила»).
Представники родини — маленькі морські риби, поширені в тропічних і помірних водах Атлантики, Пацифіки і Індійського океану.

## Роди

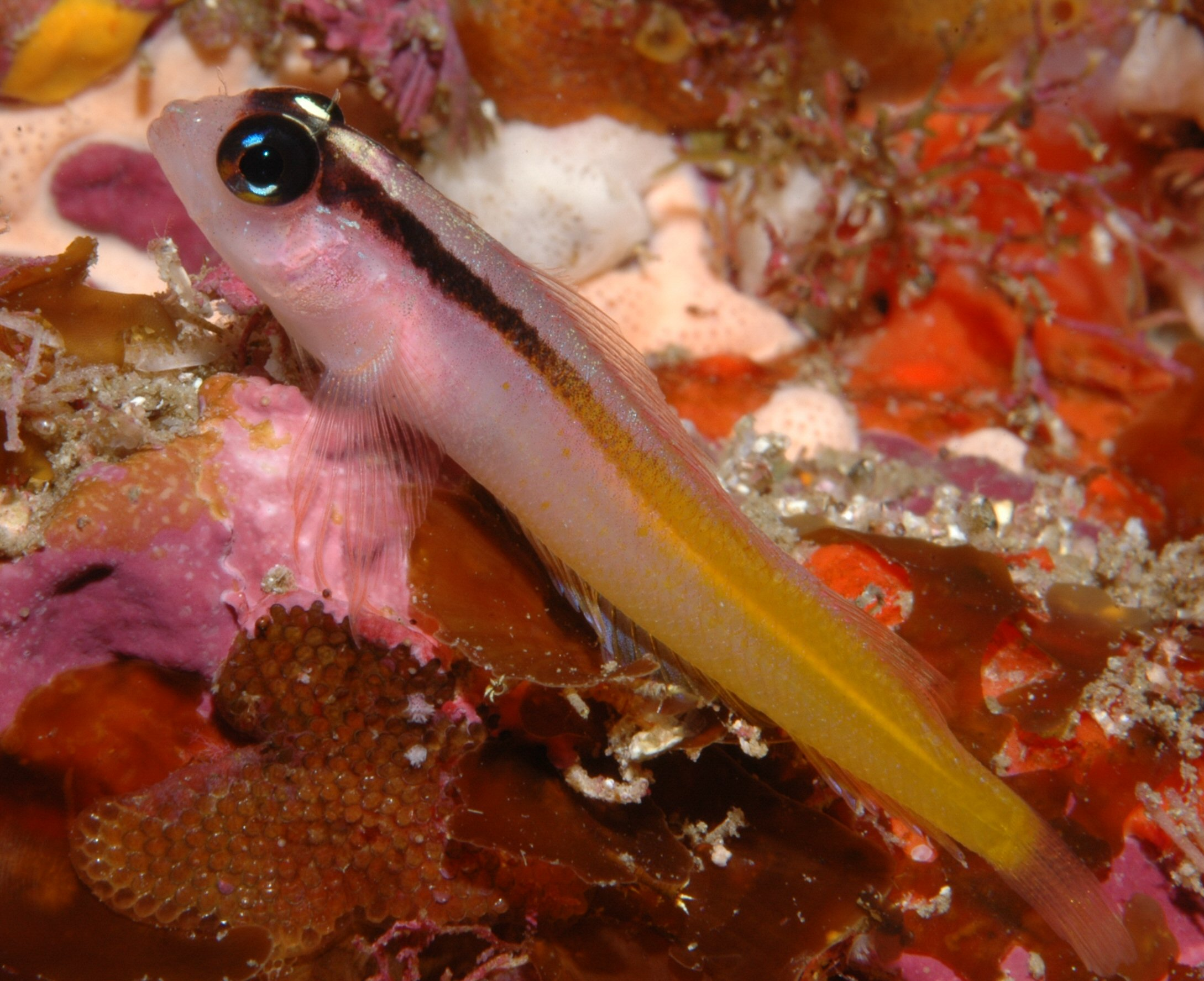
Forsterygion flavonigrum

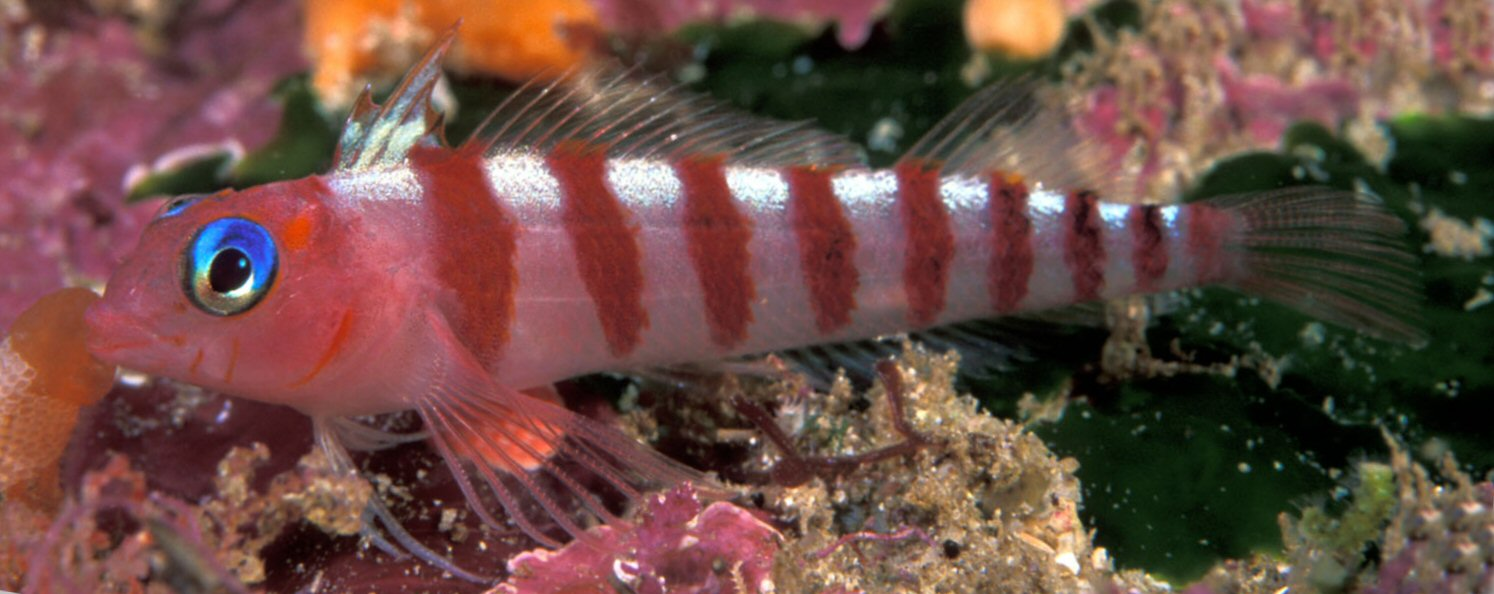
Notoclinops segmentatus

Включає близько 150 видів, що належать до 30 родів:
- Acanthanectes
- Apopterygion
- Axoclinus
- Bellapiscis
- Blennodon
- Brachynectes
- Ceratobregma
- Cremnochorites
- Crocodilichthys
- Cryptichthys
- Enneanectes
- Enneapterygius
- Forsterygion
- Gilloblennius
- Grahamina
- Helcogramma
- Helcogrammoides
- Karalepis
- Lepidoblennius
- Lepidonectes
- Norfolkia
- Notoclinops
- Notoclinus
- Obliquichthys
- Ruanoho
- Springerichthys
- Trianectes
- Trinorfolkia
- Tripterygion — Трьохперка
- Ucla